# Esmeral Tunçluer
Esmeral Tunçluer, née le 7 juin 1980 à Ede, aux Pays-Bas, est une joueuse turque de basket-ball. Elle évolue au poste d'arrière.

## Biographie
Avec Fenerbahçe SK, elle atteint la finale de l'Euroligue perdue 82 à 56 contre UMMC Iekaterinbourg, dans une rencontre où elle ne marque aucun point.

## Palmarès
- Championne de Turquie 2002, 2003, 2005, 2007, 2008, 2009, 2010, 2011, 2012 et 2013[3]
- Vainqueur de la Turkish Presidents Cup 2003, 2004, 2006, 2007, 2010
- Vainqueur de la coupe de Turquie 2003, 2005, 2007, 2008, 2009
- Finaliste de l'Euroligue[2]
- Médaille de bronze au championnat d'Europe 2013 en France